# 黒田則正
黒田 則正（くろだ のりまさ、1949年7月7日 - ）は、日本の銀行家。みずほコーポレート銀行代表取締役副頭取、みずほ信託銀行取締役会長、丸紅監査役、ジェイティービー監査役、損害保険ジャパン日本興亜取締役、東京建物取締役、セイコーインスツル監査役、日本経団連理事などを歴任。

## 人物・経歴
1973年横浜国立大学経営学部卒業、富士銀行（現みずほ銀行）入行。2001年執行役員本店審議役。2002年みずほコーポレート銀行常務執行役員営業担当役員。2003年みずほコーポレート銀行常務執行役員プロダクツユニット統括役員兼営業担当役員。2005年みずほコーポレート常務取締役インターナショナルバンキングユニット統括役員。2007年みずほコーポレート銀行代表取締役副頭取。2010年みずほ信託銀行取締役会長。同年丸紅監査役。2012年みずほ国際交流奨学財団理事長。2014年ジェイティービー監査役、損害保険ジャパン日本興亜取締役。2015年東京建物取締役、セイコーインスツル監査役。2017年エフエム東京監査役。日本経団連理事なども務めた。